# 超基性岩

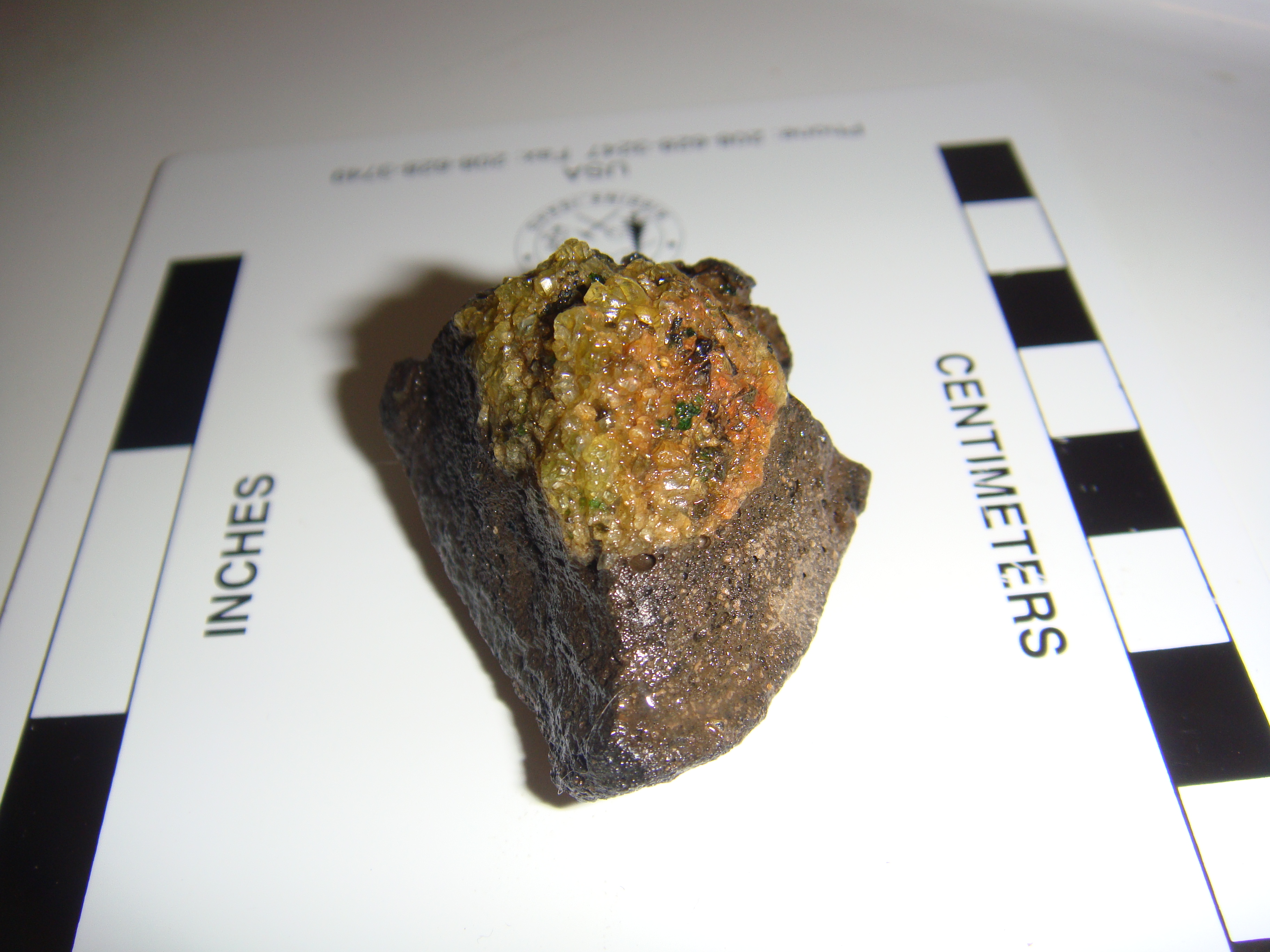
橄欖石在橄欖岩 風化作用 於 伊丁石(iddingsite)內的地函捕獲岩

超基性岩石（也稱為超鎂鐵質岩，儘管這些術語並不完全相同）屬於火成岩和变质岩，其中二氧化矽的含量非常低（低於45％）、氧化鎂多半會超過18%、高濃度氧化铁、鉀含量低，並且其中90％會由鐵鎂質礦物組成（深色，高鎂和鐵含量）。地球的地幔就是由超基性岩石組成的。超基性岩石是一個具包容性的術語，其中包括具有低二氧化矽含量的火成岩，其中也可能沒有豐富的鐵和鎂，如碳酸鹽岩和超磁性火成岩。

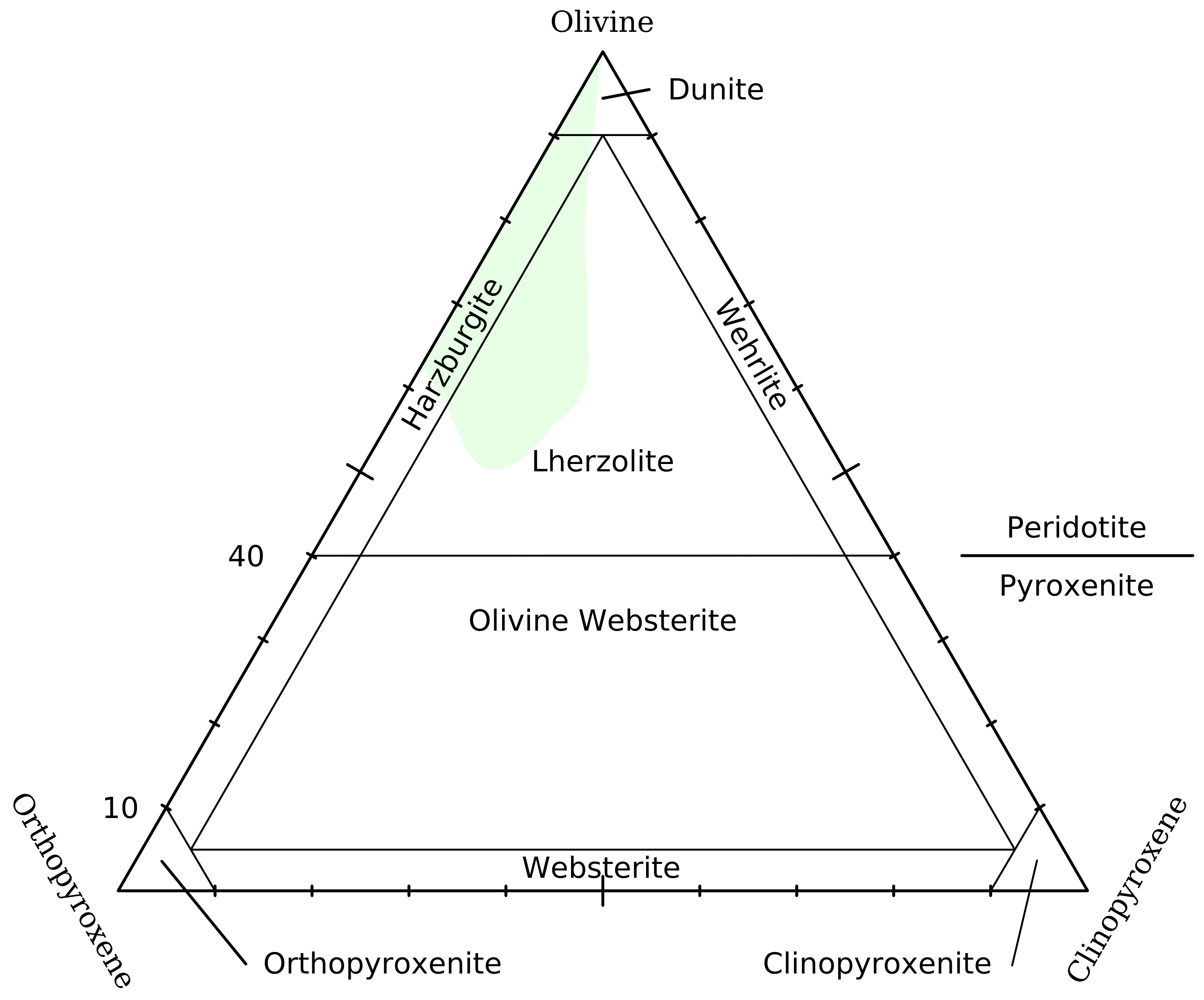
IUGS(國際地質科學聯合會) 用鎂鐵礦的模擬型態百分比的入侵超鎂鐵岩分類圖。 綠色的地方是代表性典型的地函橄欖岩。

## 侵入性超基性岩
侵入性的超基性岩通常可在大的、層狀的侵入岩中被尋找到。 但是其晶堆岩的類型並不代表其結晶岩漿的化學性質。侵入性超基性岩包括純橄欖岩、橄欖岩和輝石岩。其他少見的品種包括具有更高比例鈣質斜長石的橄長岩被歸類於斜長岩。輝長岩和苏长岩經常可以在層狀超基性岩的上部被發現。角閃石岩與少量金雲母亦可被找到。

## 火山超基性岩
火山超基性岩在太古代尚未形成，直到新元古代或更早一點點才出現，有些玻古安山岩熔岩目前在弧後盆地（馬努斯島，新幾內亞）噴發並被發現其邊緣上是超基性岩。